# Batalla de Santa Clara
La batalla de Santa Clara van ser una sèrie d'esdeveniments de desembre de 1958 que van tenir com a conseqüència la captura de la ciutat cubana de Santa Clara per revolucionaris sota l'ordre de Che Guevara. La batalla va ser una victòria decisiva pels rebels que lluitaven contra el règim del General Fulgencio Batista: a les 12 hores de la captura de la ciutat, Batista va fugir de Cuba i les forces de Fidel Castro van reclamar victòria global. Es pot veure a la part posterior del bitllet de 3 pesos convertibles.

## Atac a la ciutat
La columna de Guevara va viatjar el 28 desembre de 1958 des del port coster de Caibarién al llarg de la carretera a la ciutat de Camajuani, que es troba entre Caibarién i Santa Clara. El viatge va ser rebut per multituds de camperols que aclamaven, i la captura de Caibarién al cap d'un dia va reforçar el sentit entre els lluitadors rebels que la victòria global era imminent. Tropes del govern de guarnició de l'exèrcit a Camajuani van abandonar els seus llocs sense incidents, i la columna de Guevara va procedir cap a Santa Clara. Van arribar a la universitat de la ciutat a els afores de la ciutat al capvespre.
Allà, Guevara, qui portava el seu braç en un cabestrell després de caure d'una paret durant la lluita a Caibarién, va dividir les seves forces, aproximadament 300, en dues columnes. La columna del sud va ser la primera en trobar-se l'exèrcit de defensa sota les ordres del Coronel Casillas Lumpuy. Un tren blindat, enviat per Batista per reforçar subministraments de munició, armes i altre equipament, va viatjar al llarg del peu del turó de Capiro, al nord-est de la ciutat, on hi va establir un correu d'ordre. Guevara va enviar el seu "escamot suïcida", una força sota Roberto Rodríguez de 23 anys (conegut com "El Vaquerito"), per capturar el turó. Els defensors del turó es van retirar amb una velocitat sorprenent i el tren, que contenia agents i soldats del correu d'ordre, es va retirar cap al centre de la ciutat.
En la ciutat una sèrie d'escaramusses van tenir lloc entre forces del govern i la segona columna rebel, dirigida per Rolando Cubela, amb l'assistència dels civils que proporcionaven còctels molotov. Dues guarnicions de l'exèrcit (la caserna del Regiment de Vidal Leoncio i la caserna 31 del Regiment de la Guàrdia Rural) estaven sota setge de les forces de Cubela malgrat el suport de l'exèrcit amb aeronaus, franctiradors i tancs.

### Captura del tren

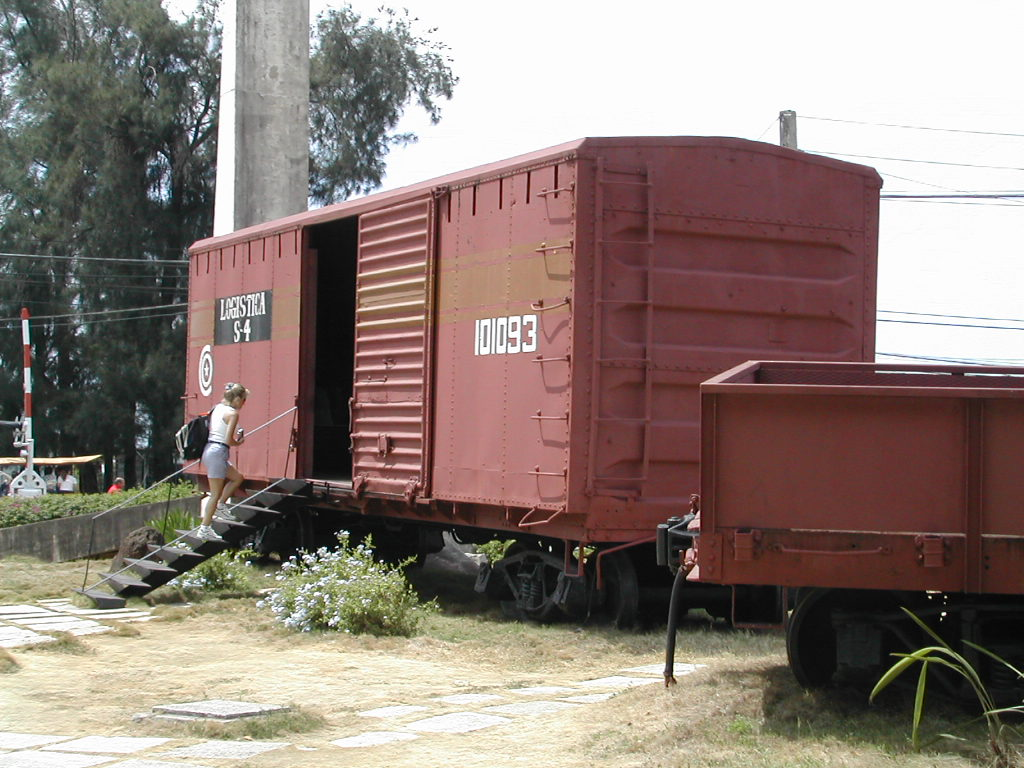
El tren blindat, avui un museu.

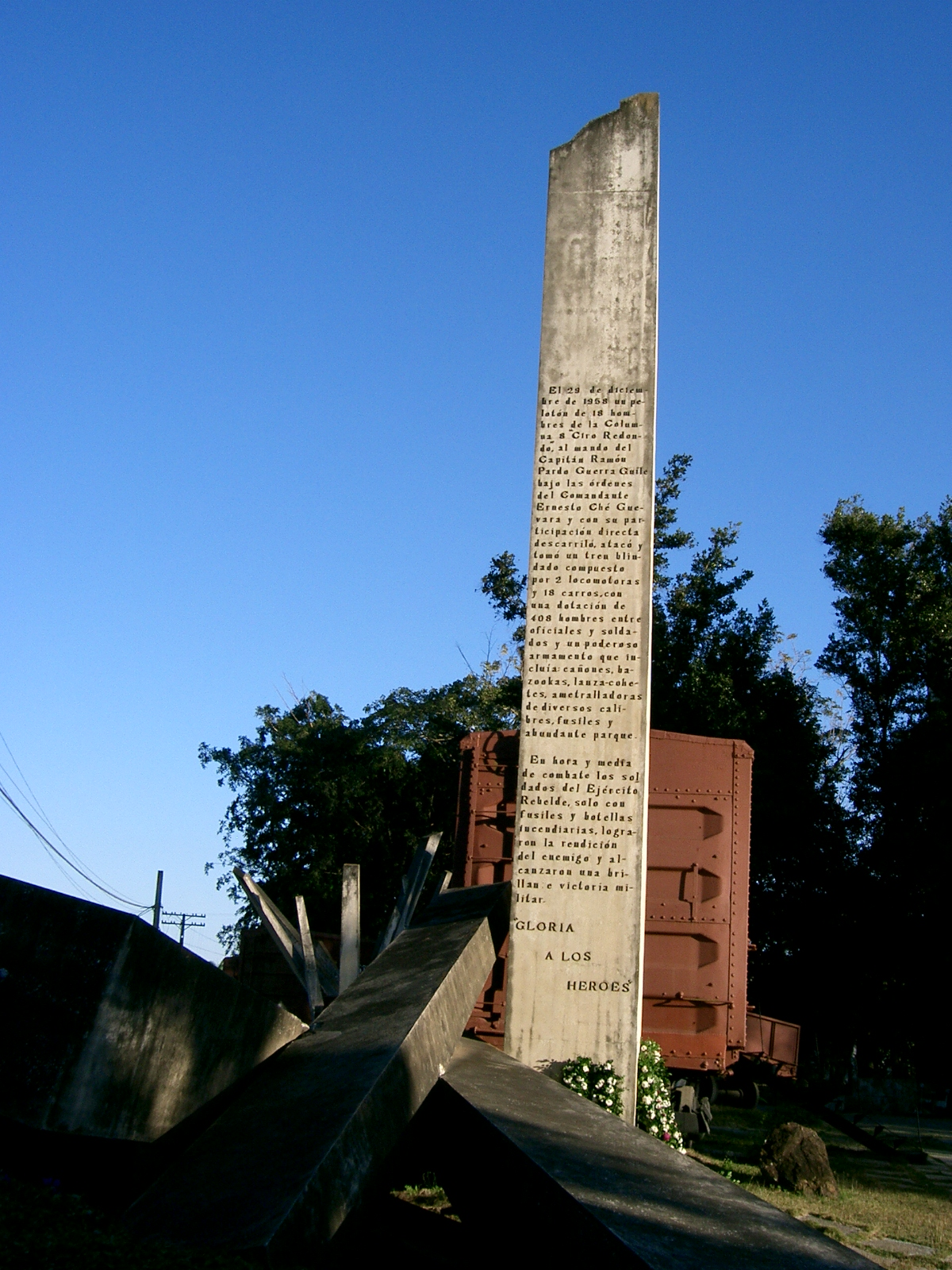
Un memorial de l'atac a Santa Clara al memorial del tren blindat.

Guevara, qui va veure la captura del tren blindat com a prioritat, va mobilitzar exitosament els tractors de l'escola d'Agronomia a la universitat per fer-lo descarrilar. El tren, per tant, va descarrilar mentre transportava tropes lluny del turó del Capiro. Els agents que anaven dins van sortir corrent per demanar una treva. A això, soldats normals, la moral dels quals era molt baixa, van començar a fraternitzar amb els rebels, dient que estaven cansats de lluitar contra la seva pròpia gent. Poc després el tren blindat es trobava sota les mans dels rebels i els seus 350 homes i agents van ser transportats com a presoners.
El tren contenia una quantitat considerable d'armament, una bonificació enorme a les forces revolucionàries, ja que esdevindria una base per un atac posterior a les mans tant dels rebels com dels camperols que els ajudaven. El mateix Guevara va descriure com els homes eren forçats a sortir per una vola de còctels molotov, fent que el tren blindat es convertís en un "autèntic forn per als soldats".
La captura del tren, i les emissions de mitjans de comunicació subsegüents tant del govern com dels rebels, van demostrar que va ser un moment clau en la revolució. És informat per testimonis, que en algun moment durant la batalla, la metralladora de Guevara es va bloquejar. Un mecànic local, Alberto Garcia, va ser agafat en la meitat del tiroteig a la seva botiga per tal de reparar-la. La casa nova de Garcia acabava de ser construïda just al costat de les vies del tren, per tant la van utilitzar com a seu durant la batalla. Garcia encara vivia en la seva casa vella amb la seva família jove a l'altra banda del carrer. En un esforç per capturar Che Guevara i en represàlia per haver agafat el tren, la casa nova de Garcia va ser subsegüentment bombardejada per l'exèrcit de Batista. Malgrat que l'endemà els diaris destaquessin la "victòria" de Batista a Santa Clara, emissions contràries de les forces rebels de Castro van accelerar la successió de rendicions de l'exèrcit. Els informes van acabar amb la notícia que dirigents rebels es dirigien "sense traves" cap a L'Havana per fer-se amb el govern.
Avui dia el "Tren Blindado" és un museu i memorial nacional localitzat prop del dipòsit de l'estació de Santa Clara.

### Captura de la ciutat
La majoria de guarnicions al voltant del país es van rendir al primer comandant guerrilla que va aparèixer a la seva porta. A mitja tarda, Che va anunciar a Radio Rebelde que les últimes tropes a Santa Clara s'havien rendit.